# Мусаев, Эльшан Мамедханифа оглы
Эльшан Мамедханифа оглы Мусаев (азерб. Musayev Elşən Məmmədhənifə oğlu; род. 11 августа 1979, Варташен) — азербайджанский государственный деятель. Депутат Национального собрания Азербайджана V, VI, VII созывов.

## Биография
Родился 11 августа 1979 года в г. Огуз. Окончил факультет международного права и международных отношений Бакинского государственного университета. Магистр.
С 2001 по 2003 год работал судебным контролёром суда Азербайджана по тяжким уголовным преступлениям.
С 2009 по 2015 год являлся экспертом комиссии, комитета парламента Азербайджана по правовой политике и государственному строительству. 
Председатель Партии демократического просвещения Азербайджана.
Депутат Национального собрания АР V, VI созывов.
Заместитель председателя комитета по региональным вопросам, член комитета по правовой политике и государственному строительству парламента Азербайджана.
Руководитель межпарламентской рабочей группы Азербайджан — Бурунди.
В 2024 году на парламентских выборах в Азербайджане, которые состоялись 1 сентября, одержал победу в Габалинском избирательном округе №116. Официально избран депутатом Милли Меджлиса Азербайджана седьмого созыва, первое заседание которого состоялось 23 сентября 2024 года.